# 伊拉里娅·库西纳托
伊拉莉亚·库西纳托（義大利語：Ilaria Cusinato，1999年10月5日—）生于奇塔代拉，是一名意大利女子游泳运动员，主攻混合泳。与其他选手相比，她开始练习游泳的年龄较晚。她在2014年欧洲青年游泳锦标赛上完成个人的国际主要青年赛事首秀，2015年，她在欧洲运动会上收获两枚银牌，首次在国际主要赛事上获得奖牌。